# Welturheberrechtsabkommen
Das Welturheberrechtsabkommen (Universal Copyright Convention) wurde in Genf am 6. September 1952 beschlossen. Es sollte eine weltweite Regelung zum Schutz der Urheberrechte darstellen und die Verbreitung der Geisteswerke erleichtern. Die unterzeichnenden Staaten verpflichteten sich, ihre eigenen Gesetzesgrundlagen entsprechend anzupassen. Zuletzt wurde das Abkommen am 24. Juli 1971 in Paris revidiert.
Artikel II, Absatz 1 des Abkommens bestimmt: „Die veröffentlichten Werke der Angehörigen eines vertragschließenden Staates sowie die zuerst in dem Gebiet eines solchen Staates veröffentlichten Werke genießen in jedem anderen vertragschließenden Staat den gleichen Schutz, den dieser andere Staat den zuerst in seinem eigenen Gebiet veröffentlichten Werken seiner Staatsangehörigen gewährt.“
Nach Artikel III steht es Mitgliedsstaaten frei, für in ihrem Land veröffentlichte Werke und für veröffentlichte Werke ihrer Staatsbürger bestimmte Formalitäten zur Erlangung des Urheberrechtsschutzes vorzusehen, wie Kennzeichnung, Hinterlegung, Registrierung, Zahlung von Gebühren und Ähnliches. Für im Ausland durch ausländische Staatsbürger veröffentlichte Werke ist die Formalität als erfüllt anzusehen, wenn auf jedem Werkstück an einer geeigneten Stelle das Copyrightzeichen mit dem Inhaber des Urheberrechts und dem Jahr der ersten Veröffentlichung vermerkt ist. Relevant ist dies bei Ländern die nicht der Berner Übereinkunft oder dem allgemeinen Zoll- und Handelsabkommen (GATT) mit seinem TRIPS beigetreten sind, wie Kambodscha, Iran, Irak, Mosambik, Sierra Leone und vor 1989 auch die USA.
Artikel IV sieht eine Mindestschutzdauer von der Lebenszeit des Künstlers und 25 Jahren nach seinem Tod vor. Ist bei der Unterzeichnung in einem Staat eine Berechnung vom Zeitpunkt der Veröffentlichung vorgesehen, darf diese weiterbestehen und auch auf andere Werkarten ausgedehnt werden, muss aber ebenfalls eine Mindestdauer von 25 Jahren haben. Ist vom Mitgliedsstaat auch für Werke der Fotografie und der angewandten Kunst eine Schutzdauer vorgesehen, so muss sie mindestens 10 Jahre betragen. Bei „gleichzeitiger“ (innerhalb von 30 Tagen) Veröffentlichung in mehreren Mitgliedsstaaten gilt die kürzeste Schutzdauer.
Nach Artikel V gilt der Schutz auch für die Erlaubnis und Veröffentlichung von Übersetzungen. Sind jedoch sieben Jahre verstrichen und man hat bis dahin keine Übersetzungserlaubnis erhalten oder hat den Rechteinhaber trotz Anstrengungen nicht ausfindig machen können, kann man im eigenen Staat um eine nicht ausschließliche Lizenz ansuchen das Werk in die Landessprachen zu übersetzen und dies in diesem Staat zu veröffentlichen. Bei bestimmten Voraussetzungen darf man diese Übersetzung auch in andere Länder einführen, in der die Sprache auch üblich ist. Eine angemessene Vergütung ist zu gewährleisten. Wurden von einem Werk alle Werkstücke durch den Urheber aus dem Verkehr gezogen, wird keine Lizenz erteilt. 
Wird ein Land nach Ansuchen als Entwicklungsland anerkannt, wird die Frist auf drei Jahre herabgesetzt; ist die Landessprache in keinem entwickelten Land üblich, sogar auf ein Jahr. Diese Übersetzungen dürfen dann aber üblicherweise nicht in anderen Ländern in Verkehr gebracht werden und haben einen entsprechenden Vermerk zu enthalten, wobei es Ausnahmen gibt. Auch hier ist eine angemessene Vergütung zu gewährleisten. Bringt der Inhaber des Übersetzungsrechts eine eigene Version zu einem angemessenen Preis heraus, so ist die Produktion einzustellen. Es können auch unentgeltliche Übersetzungen für Bildungssendungen im Rundfunk angefertigt werden. (Art. Vbis und Art. Vter) In Art. Vquater sind weitere Möglichkeiten vorgesehen, wenn Werke vergriffen sind und sie für den systematischen Unterricht verwendet werden.
In Zusatzprotokoll 1 werden die Werke von Staatenlosen oder Flüchtlingen dem Vertragsstaat mit dem gewöhnlichen Aufenthalt zugerechnet. In Zusatzprotokoll 2 wird der Urheberrechtsschutz auch auf Werke der Vereinten Nationen, ihrer Sonderorganisationen und der Organisation Amerikanischer Staaten ausgedehnt.
- In der Bundesrepublik Deutschland trat das Abkommen (BGBl. 1955 II S. 101, 103) am 16. September 1955 in Kraft (BGBl. II S. 892). Die Revision von 1971 am 10. Juli 1974 (BGBl. 1973 II S. 1069, 1111).
- Die DDR trat dem Welturheberrechtabkommen im Januar 1974 bei. (Gesetzblatt II 1974, S. 25.)[2]
- In der Schweiz trat das Abkommen am 30. März 1956 in Kraft, die Revision von 1971 am 21. September 1993.
- In Österreich trat die Fassung von 1952 am 2. Juli 1957 in Kraft; die Fassung von 1971 am 14. August 1982.

Zwischen den Ländern des Berner Verbandes ist das Welturheberrechtsabkommen nicht wirksam. Tritt ein Land nach 1951 aus dem Berner Verband aus, so sind Werke aus diesem Land innerhalb des Berner Verbandes auch nicht nach dem Welturheberrechtsabkommen geschützt, außer bei Ländern, welche die Sonderregelungen als Entwicklungsland in Anspruch nehmen.